# Histiotus alienus
Histiotus alienus је врста слепог миша из породице вечерњака (лат. Vespertilionidae).

## Распрострањење
Ареал врсте је ограничен на једну државу. Бразил је једино познато природно станиште врсте.

## Угроженост
Подаци о распрострањености ове врсте су недовољни.